# Дахова котельня
Дахова котельня — автономне джерело опалення, призначене для обігрівання і забезпечення гарячим водопостачанням житлових і виробничих приміщень. 
Свою назву дахова котельня отримала через місця розташування: її зводять на даху будівлі в спеціально обладнаному приміщенні.
Від самого початку дахові котельні були успішно реалізовані на масштабних промислових об’єктах.
З часом дахові котельні почали використовувати і в житловому будівництві.
Це було досягнуто завдяки ефективності даного рішення, що дозволяє економити на монтажних рішеннях та оптимізувати тепловтрати.

## Переваги та недоліки дахових котелень
Серед експлуатаційних переваг дахових котелень - простота використання, низькі тепловтрати, відсутність теплотраси під землею, відсутність необхідності зводити під опалення окремі будівлі, можливість повністю автоматизувати систему. 
Переваги дахових котелень для споживачів - реалізація індивідуальних дизайнерських рішень, економія ресурсів на встановлення вентиляційних конструкцій, опалювальна вхідна група та поверх, безпека, екологічність та ефективність використання ресурсів.

## Недоліки
- Обмеження на вагу обладнання, установку дахових котелень для опалювання певних видів об'єктів, а також необхідність встановлювати складні системи автоматики і протипожежного контролю.
- У випадку багатоквартирних будинків, піднімається організаційна проблема щодо дисциплінованості по вчасній оплаті за спожитий газ. Ввиду нерівномірної проплати за газ окремими мешканцями, борг за спожитий газ росте, що ставить під загрозу теплопостачання будинку.[1]